# Lewis Burton
Lewis Burton (23 maart 1992) is een Britse tennisser. Hij heeft nog geen ATP toernooi gewonnen, maar deed wel al mee aan Grand Slams. Hij heeft nog geen challengers op zijn naam staan.
Burton leefde samen met televisiepresentatrice Caroline Flack. In december 2019 was zij aangeklaagd omdat zij Burton had aangevallen, en in februari 2020 werd zij dood gevonden in haar flat in Londen.

## Prestatietabellen
| Legenda | Legenda                          |
| ------- | -------------------------------- |
| g.t.    | geen toernooi gehouden           |
| l.c.    | lagere categorie                 |
| –       | niet deelgenomen                 |
| G       | uitgeschakeld in de groepsfase   |
| 1R      | uitgeschakeld in de eerste ronde |
| 2R      | uitgeschakeld in de tweede ronde |
| 3R      | uitgeschakeld in de derde ronde  |
| 4R      | uitgeschakeld in de vierde ronde |
| KF      | uitgeschakeld in de kwartfinale  |
| HF      | uitgeschakeld in de halve finale |
| F       | de finale verloren               |
| W       | het toernooi gewonnen            |
| w-v     | winst/verlies-balans             |

| Grandslamtoernooien   |     |        |
| Australian Open       | –   | 0-0    |
| Roland Garros         | –   | 0-0    |
| Wimbledon             | 1R  | 0-1    |
| US Open               | –   | 0-0    |
| Winst-verlies         | 0–1 | 0-1    |
| ATP World Tour Finals |     |        |
| ATP World Tour Finals | –   | 0-0    |
| Olympische Spelen     |     |        |
| Olympische Spelen     | –   | 0-0    |
| Statistieken          |     |        |
| Totaal aantal titels  | 0   | 0      |
| Eindejaarsranking     | 287 | n.v.t. |